# 第8回ロサンゼルス映画批評家協会賞
第8回ロサンゼルス映画批評家協会賞は、ロサンゼルス映画批評家協会によって1982年の映画に贈られた映画賞である。1982年12月11日に発表された。

## 受賞
- 主演男優賞:
  - ベン・キングズレー – 『ガンジー』

- 主演女優賞:
  - メリル・ストリープ – 『ソフィーの選択』

- 撮影賞:
  - 『ブレードランナー』 - ジョーダン・クローネンウェス

- 監督賞:
  - スティーヴン・スピルバーグ - 『E.T.』

- 作品賞:
  - 『E.T.』

- 外国映画賞:
  - 『マッドマックス2』 ( オーストラリア)

- 音楽賞:
  - 『48時間』 - ジェームズ・ホーナー

- 脚本賞:
  - 『トッツィー』 - ラリー・ゲルバート、マレー・シスガル

- 助演男優賞:
  - ジョン・リスゴー - 『ガープの世界』

- 助演女優賞:
  - グレン・クローズ - 『ガープの世界』